# Chirostomias pliopterus
Chirostomias pliopterus är en fiskart som beskrevs av Regan och Trewavas, 1930. Chirostomias pliopterus ingår i släktet Chirostomias och familjen Stomiidae. Inga underarter finns listade i Catalogue of Life.